# Женевское озеро
Женевское озеро или Леман (фр. Lac Léman, Le Léman, Lac de Genève) — самое большое озеро Альп и второе по величине (вслед за Балатоном) озеро Центральной Европы. Расположено в границах Швейцарии и Франции. Площадь поверхности — 582 км². Высота над уровнем моря — 372 м.
Женевское озеро лежит в пойме Роны и имеет форму полумесяца, изгибающегося в районе деревни Ивуар. Изгиб естественным образом делит его на Большое (фр. Grand Lac) и Малое озёра (фр. Petit Lac).
Северный берег озера усеян фешенебельными курортами — это Швейцарская ривьера. Здесь высится Шильонский замок, прославленный лордом Байроном в одноимённой поэме.

## Топонимика
Участок побережья между Женевой и Лозанной называют Ла-Кот (фр. La Côte), а полосу между Лозанной и Веве — Лаво (фр. Lavaux).
Наиболее раннее письменно зафиксированное название озера — лат. Lacus Lemannus, данное ещё в римскую пору. В IV веке это название превратилось в лат. Lacus Lausonius или Lacus Losanetes, а в средние века — во фр. Lac de Lausanne.
Обозначение фр. Lac de Genève начало широко применяться в XVI столетии, после усиления Швейцарской конфедерации. В XVIII веке во французский язык вернулось название фр. Lac Léman, которое стало вторым наиболее употребительным его именем в ряде языков, и основным — во французском. На некоторых картах озеро обозначено как фр. Lac d’Ouchy (Уши — порт на лозаннском берегу).

## Города
|                 | Южный берег | Северный берег |
| --------------- | --- | --- |
| Большое озеро   | Кантон Вале/Французский берег - Ле-Бувре (фр. Le Bouveret) - Сан-Жингольф на границе Швейцарии и Франции - Эвиан, Верхняя Савойя - Тонон-ле-Бан - Ивуар (фр. Yvoire)                                                                               | Кантон Во - Вильнёв (фр. Villeneuve) - Шильонский замок - Монтрё (фр. Montreux) - Веве (фр. Vevey) - Лозанна с Уши и Види - Морж (фр. Morges) - Ролль (фр. Rolle) - Гланд (фр. Gland) |
| Маленькое озеро | Французский берег - Нернье (фр. Nernier) - Мессери (фр. Messery) - Шен-сюр-Леман (фр. Chens-sur-Léman) - Тугу (фр. Tougues) - Корзиер (фр. Corsier) - Collonge-Bellerive (с фр. — «Колонь-Бельрив») - Весена (фр. Vésenaz) - Колоньи (фр. Cologny) | Кантон Во - Ньон - Коппе Кантон Женева - Версуа - Жанто - Шамбези (фр. Chambésy) |
| Маленькое озеро | - Женева | |

## Судоходство
До первой половины XX века для перевозки грузов по озеру использовались парусные барки Женевского озера. Пассажирские перевозки по озеру осуществляет швейцарское пароходство Compagnie générale de navigation sur le lac Léman, основанное в 1873 году. В состав его флота входят 5 колёсных пароходов, построенных в начале XX века.

## В культуре
Российский художник Михаил Спиридонович Эрасси за виды озера четырёх лесных кантонов, Женевского озера и Рейхенбахского водопада получил звание профессора Санкт-Петербургской Императорской Академии художеств.
Песня группы Deep Purple под названием Smoke on the Water («Дым над водой») была записана в декабре 1971 года под впечатлением от событий, произошедших тогда в городке Монтрё на берегу Женевского озера.
|                                                   |  |                                                                          |  |                                       |
| Террасовые виноградники Лаво — Всемирное наследие |  | Вид со спутника: в нижнем левом углу — Женева, в верхнем правом — Монтрё |  | Знаменитый женевский «Фонтан на воде» |